# James Coburn
James Harrison Coburn, Jr. (Laurel, 31 d'agost de 1928 – Beverly Hills, 18 de novembre de 2002) fou un actor de cinema i de televisió americà que va aparèixer prop de 70 pel·lícules i va fer més de 100 aparences a la televisió durant la seva carrera de 45 anys. Actuà un gran rang de papers i guanyà un Oscar al millor actor secundari com a Glen Whitehouse a la pel·lícula Aflicció.

## Biografia
Coburn va néixer a Laurel (Nebraska), fill de Myet S. (nascuda Johnson) i James Harrison Coburn, Sr., un mecànic de cotxes. Era de descendència escocesa-irlandesa i sueca. Va créixer a Compton (Califòrnia), i estudià a la Compton Junior College, i allistar-se a l'Exèrcit dels Estats Units d'Amèrica el 1950, treballant com a camioner a l'exèrcit i fent de discjòquei ocasionalment a l'emissora de ràdio de l'exèrcit a Texas. Coburn va fer de narrador en pel·lícules de formació per l'exèrcit a Mainz, Alemanya. Va anar al Los Angeles City College, on estudià actuació juntament amb Jeff Corey i Stella Adler, després va fer el seu debut a l'escenari a La Jolla Playhouse amb Billy Budd. Coburn va ser elegit per un anunci de fulles d'afaitar de Remington Products on va aconseguir afaitar-se una barba d'onze dies en menys de 60 segons, mentre feia broma que tenia més dents a la càmera que els altres dotze candidats al paper.

## Filmografia

### Cinema
| - Cavalcant en solitari (Ride Lonesome) (1959) - Face of a Fugitive (1959) - Els set magnífics (1960) - The Murder Men (1961) - Hell Is for Heroes (1962) - La gran evasió (1963) - Xarada (1963) - The Man from Galveston (1963) - Els reis del sol (Kings of the Sun) (1963) (narrador) - Action on the Beach (1964) (aparició curta) - The Americanization of Emily (1964) - Major Dundee (1965) - Vent a les veles (A High Wind in Jamaica) (1965) - Estimats difunts (The Loved One) (1965) - Flint, agent secret (Our Man Flint) (1966) - Què vas fer a la guerra, papi? (1966) - Dead Heat on a Merry-Go-Round (1966) - In Like Flint (1967) - L'oest boig (Waterhole #3) (1967) - The President's Analyst (1967) - Duffy (1968) - Candy (1968) - Hard Contract (1969) - Last of the Mobile Hot Shots (1970) - Abaixa el cap, maleït (1971) - Diagnòstic: assassinat (The Carey Treatment) (1972) - The Honkers (1972) - A Reason to Live, a Reason to Die (1972) - The Life and Legend of Bruce Lee (1973) (documental) - Harry els dits (1973) - Pat Garret i Billy el Nen (Pat Garrett and Billy the Kid) (1973) - The Last of Sheila (1973) - Massacre at Fort Holman (1974) - The Internecine Project (1974) - Mossega la bala (1975) - The Land of Spiders (1975) - El lluitador (Hard Times) (1975) - Sky Riders (1976) - Els últims homes durs (The Last Hard Men) (1976) - Midway (1976) - White Rock (1977) (documental; narrador) - Bruce Lee, the Legend (1977) (documental) - Creu de ferro (1977) - Speed Fever (1978) (documental) - California Suite (1978) (cameo) | - The Dain Curse (1978) Mini-sèrie televisiva - Killerfair (1979) - Firepower (1979) - The Muppet Movie (1979) (cameo) - La noia d'or (Goldengirl) (1979) - The Baltimore Bullet (1980) - Canvi d'esposes (Loving Couples) (1980) - Mr. Patman (1980) - High Risk (1981) - Looker (1981) - El dia d'en Martin (Martin's Day) (1984) - Death of a Soldier (1986) - Walking After Midnight (1988) (documental) - Call from Space (1989) (aparició curta) - Crash Landing - The Rescue of Flight#232(1990) - Train to Heaven (1990) - Young Guns II (1990) - El gran falcó (Hudson Hawk) (1991) - Mastergate (1992) - The Player (1992) (cameo) - Caiguda mortal (Deadfall) (1993) - Curse of the Dragon (1993) (documental) - Sister Act 2: Back in the Habit (1993) - Maverick (1994) - The Set-Up (1995) - Skeletons (1996) - Eraser: Eliminador (Eraser) (1996) - El professor guillat (The Nutty Professor) (1996) - Ben Johnson: Third Cowboy on the Right (1996) (documental) - Xantatge a Tulsa (Keys to Tulsa) (1997) - The Disappearance of Kevin Johnson (1997) - Aflicció (1997) - Payback (1999) - Deep Water (1999) - The Good Doctor (2000) (aparició curta) - Intrepid (2000) - Proximity (2001) - Texas Rangers (2001) (narrador) - Yellow Bird (2001) - Servei de companyia (The Man from Elysian Fields) (2001) - Monsters, Inc. (2001) (veu) - Kurosawa (2001) (documental) - Snow Dogs (2002) - American Gun (2002) |